# Дзойтакис, Георгиос
Гео́ргиос Дзойта́кис (греч. Γεώργιος Ζωιτάκης ; 3 марта  1910 — 21 октября 1996) — греческий генерал, участник хунты Чёрных полковников, в 1967—1972 годах — регент Греции вместо отправившегося в добровольное изгнание короля Константина II.

## Биография
Георгиос Зоитакис родился в 1910 году в городе Нафпактос нома Этолия и Акарнания. В 1932 году окончил Военное училище эвэлпидов. В составе батальона эвзонов и в звании лейтенанта участвовал в Итало-греческой войне. Во время немецкой оккупации вступил в Народную республиканскую греческую лигу (ЭДЕС) — одну из двух, наряду с прокоммунистической ЭЛАС, армий Сопротивления в Греции. В конце 1943 году, после начала конфликта между ЭДЕС и ЭЛАС, его отец был убит партизанами ЭЛАС, а осенью 1944 года он сам попал в плен к ЭЛАС. Был освобождён из плена в 1945 году; за боевые действия против оккупантов и ЭЛАС был трижды награждён Крестом Доблести.
В 1950-е годы получил высшее военное образование, в том числе окончил офицерские курсы НАТО в Западной Германии и США. Служил личным адъютантом короля Павла, командующим I армией, I и III армейскими корпусами. Ко времени государственного переворота «чёрных полковников» в 1967 году, в котором принял активное участие, служил в Афинах в звании генерал-майора. После переворота стал заместителем министра национальной обороны.
После неудачной попытки контрпереворота со стороны короля Константина и бегства последнего в Италию стал регентом Греции. В 1972 году уступил пост регента лидеру хунты Георгиосу Пападопулосу, который год спустя путем референдума отменил монархию и стал президентом Греческой республики.
После восстановления демократии в 1974 году Зоитакис был приговорён за государственную измену к пожизненному заключению. Провёл в тюрьме 13 лет, в 1988 году заключение было заменено на домашний арест из-за плохого состояния здоровья Зоитакиса. В 1991 году подал прошение о помиловании, которое было отклонено. Скончался в 1996 году в своей резиденции Афинах. Похоронен на Первом афинском кладбище.
Был женат на Софии Вуранзери, имел дочь Вики.